# Skarb rodu Arne (powieść)
Skarb rodu Arne (szw. Herr Arnes penningar) – powieść szwedzkiej pisarki Selmy Lagerlöf, wydana w 1904 roku.

## Fabuła
Lagerlöf oparła fabułę powieści na prawdziwych zdarzeniach, o których słyszała w okolicach Solberga, gdzie 15 lutego 1586 na tamtejszej plebanii został zamordowany pan Arne.
Akcja rozgrywa się w Bohuslän pod koniec XVI wieku, gdy region ten należał do Norwegii. Pan Arne jest bogatym księdzem mieszkającym na plebanii Solberga. Pewnej nocy Arne, jego rodzina i służba zostają napadnięci przez szkockich żołnierzy, którzy mordują wszystkich. Po wszystkim podpalają dom, by upozorować wypadek, nie zauważając jednak, że przybrana córka Arne, Elsalill, przeżywa w ukryciu.
Jedną z pierwszych osób na miejscu pożaru jest Torarin, ubogi rybak z Marstrand. Dom stoi w płomieniach, a on znajduje Elsalill samą w zabudowaniach. Mężczyzna zabiera ją do Marstrand, a Elsalill, zupełnie nieświadoma, zakochuje się w jednym z morderców, Sir Archie. Chce on zabrać ją do Szkocji, ale wtedy Elsalill objawia się duch jej przybranej siostry. Elsalill postanawia zdradzić ukochanego, po tym jak zdała sobie sprawę, że nie może być szczęśliwa z zabójcą swojej siostry. Powieść kończy się tragicznie, bowiem Elsalill umiera po tym jak Sir Archie bierze ją za zakładniczkę. Pod koniec jednak żołnierze zostają schwytani.

## Adaptacje
Powieść została dwukrotnie przeniesiona na ekran: Mauritz Stiller nakręcił film w 1919 roku. Drugi film nakręcił w 1954 Gustaf Molander, który współtworzył ze Stillerem scenariusz pierwszej ekranizacji.
W 1961 roku premierę miała opera oparta na powieści Lagerlöf, z librettem Bertila Malmberga i muzyką Gösty Nystroema.